# Qing He (vattendrag i Kina, lat 42,42, long 123,87)
Qing He är ett vattendrag i Kina. Det ligger i provinsen Liaoning, i den nordöstra delen av landet, omkring 79 kilometer nordost om provinshuvudstaden Shenyang.
Genomsnittlig årsnederbörd är 967 millimeter. Den regnigaste månaden är augusti, med i genomsnitt 214 mm nederbörd, och den torraste är januari, med 9 mm nederbörd.